# Saison 4 de Chicago PD
Chronologie
Saison 3 Saison 5
Cet article présente le guide des épisodes de la quatrième saison de la série télévisée américaine Chicago PD.

## Généralités
- Aux États-Unis, la saison a été diffusée du 21 septembre 2016 au 17 mai 2017 sur NBC.
- Au Canada, la saison a été diffusée en simultanée sur le réseau Global.

### Synopsis
La série décrit le quotidien de plusieurs patrouilleurs en tenue et de membres de l'unité des renseignements criminels affectés au 21e district du Chicago Police Department...

## Distribution

### Acteurs principaux
- Jason Beghe (VF : Thierry Hancisse) : Sergent Henry « Hank » Voight
- Jon Seda (VF : David Mandineau) : Inspecteur Antonio Dawson ( épisodes 1 à 8 )
- Sophia Bush (VF : Barbara Delsol) : Inspecteur Erin Lindsay
- Jesse Lee Soffer (VF : Thibaut Belfodil) : Détective Jay Halstead
- Patrick Flueger (VF : Sébastien Desjours) : Inspecteur Adam Ruzek
- Marina Squerciati (VF : Olivia Nicosia) : Officier puis Inspecter Kim Burgess
- LaRoyce Hawkins (VF : Daniel Lobé) : Officier puis Inspecteur Kevin Atwater
- Amy Morton (VF : Françoise Vallon) : Sergent Trudy Platt
- Elias Koteas (VF : Christian Gonon) : Inspecteur Alvin Olinsky

### Acteurs récurrents et invités
- Samuel Hunt : Craig « Mouse » Gurwitch
- Barbara Eve Harris (VF : Laure Sabardin) : le commandant Emma Crowley
- Li Jun Li : Julie Tay[1]
- Billy Burke : Jake McCoy[2] (épisode 6)
- Paul Anthony Stewart (en) : Me Dominic Cook, avocat (épisode 7)
- Nick Wechsler : Kenny Rixton[3]
- Danika Yarosh : Ellie Olstern (détenue) (épisode 13)
- Esai Morales : Chief Lugo[4]
- Dana Ashbrook : Mark Scalise[5] (épisode 20)
- Tracy Spiridakos: Détective Hailey Upton ( épisode 21 à 23 )

## Liste des épisodes

### Épisode 1:Continuer à vivre
- États-Unis /  Canada : 21 septembre 2016 sur NBC[6] / Global[7]
- Suisse : 14 mai 2017 sur RTS Un
- Québec : 19 septembre 2017 sur V[8]
- Belgique :  5 janvier 2018 sur RTL-TVI
- France : 13 mars 2018 sur TF1

- États-Unis : 6,87 millions de téléspectateurs[9] (première diffusion)
- France : 932 000 téléspectateurs[10](première diffusion à 00h30)

### Épisode 2:Où est Sarah Murphy?
- États-Unis /  Canada : 28 septembre 2016 sur NBC / Global
- Suisse : 15 mai 2017 sur RTS Un
- Belgique :  5 janvier 2018 sur RTL-TVI
- France : 20 mars 2018 sur TF1

- États-Unis : 6,14 millions de téléspectateurs[11] (première diffusion)
- Canada : 1,227 million de téléspectateurs[12] (première diffusion + différé 7 jours)
- France : 1,365 million de téléspectateurs (première diffusion à 23h40)

### Épisode 3:Sa propre justice
- États-Unis /  Canada : 5 octobre 2016 sur NBC / Global
- Suisse : 21 mai 2017 sur RTS Un
- Belgique :  12 janvier 2018 sur RTL-TVI

- États-Unis : 6,22 millions de téléspectateurs[13] (première diffusion)p
- Canada : 1,271 million de téléspectateurs[14] (première diffusion + différé 7 jours)

### Épisode 4:Les Mots sifflent comme des balles
- États-Unis /  Canada : 12 octobre 2016 sur NBC / Global
- Suisse : 22 mai 2017 sur RTS Un
- Belgique :  12 janvier 2018 sur RTL-TVI

- États-Unis : 6,15 millions de téléspectateurs[15] (première diffusion)
- Canada : 1,42 million de téléspectateurs[16] (première diffusion + différé 7 jours)

### Épisode 5:De la poudre aux yeux
- États-Unis /  Canada : 26 octobre 2016 sur NBC / Global
- Suisse : 28 mai 2017 sur RTS Un
- Belgique :  19 janvier 2018 sur RTL-TVI

- États-Unis : 5,82 millions de téléspectateurs[17] (première diffusion)
- Canada : 1,383 million de téléspectateurs[18] (première diffusion + différé 7 jours)

### Épisode 6:Filles de la rue
- États-Unis /  Canada : 9 novembre 2016 sur NBC / Global
- Suisse : 29 mai 2017 sur RTS Un
- Belgique :  19 janvier 2018 sur RTL-TVI

- États-Unis : 5,70 millions de téléspectateurs[19] (première diffusion)
- Canada : 977 000 téléspectateurs[20] (première diffusion + différé 7 jours)

### Épisode 7:Entre les mailles du filet
- États-Unis /  Canada : 16 novembre 2016 sur NBC / Global
- Suisse : 4 juin 2017 sur RTS Un
- Belgique :  26 janvier 2018 sur RTL-TVI

- États-Unis : 6,11 millions de téléspectateurs[21] (première diffusion)
- Canada : 1,314 million de téléspectateurs[22] (première diffusion + différé 7 jours)

- Jeremy Ratchford : Jim Radovick

### Épisode 8:Protéger et servir
- États-Unis /  Canada : 16 novembre 2016 sur NBC / Global
- Suisse : 12 juin 2017 sur RTS Un
- Belgique :  26 janvier 2018 sur RTL-TVI

- États-Unis : 6,11 millions de téléspectateurs[21] (première diffusion)
- Canada : 1,314 million de téléspectateurs[22] (première diffusion + différé 7 jours)

- Nick Gehlfuss

Antonio quitte l’équipe des renseignements pour gérer sa propre équipe 

### Épisode 9:Fuite en avant
- États-Unis /  Canada : 3 janvier 2017 sur NBC / Global
- Suisse : 18 juin 2017 sur RTS Un
- Belgique :  2 février 2018 sur RTL-TVI

- États-Unis : 7,89 millions de téléspectateurs[23] (première diffusion)
- Canada : 1,477 million de téléspectateurs[24] (première diffusion + différé 7 jours)

Kelly Severide, le lieutenant du Secours 3 de la caserne 51, est interrogé par Hank Voight et Erin Lindsay sur l'accident de voiture qui a blessé Ava James et sa fille Chloé. Il ne se souvient de rien, car il a bu beaucoup d'alcool dans un bar avant de prendre le volant. Il est ensuite accusé d'homicide involontaire car Chloé, la fille d'Ava, est morte de ses blessures. Durant l'enquête, Kim Burgess et Kevin Atwater découvrent un mouchard placé sous la voiture du pompier. En surveillant le bar en question, Adam Ruzek et Kevin Atwater surprennent un voiturier en train de placer un mouchard sous une voiture. Ce dernier apprend à l'équipe des renseignements qu'un certain Mike lui paye 500 dollars pour placer ces fameux mouchards. Hank et Alvin Olinsky poursuivent deux suspects qui ont volé une voiture, mais ils ont pris la fuite.

### Épisode 10:Les Oubliées
- États-Unis /  Canada : 4 janvier 2017 sur NBC / Global
- Suisse : 19 juin 2017 sur RTS Un
- Belgique :  2 février 2018 sur RTL-TVI

- États-Unis : 6,30 millions de téléspectateurs[25] (première diffusion)
- Canada : 1,099 million de téléspectateurs[24] (première diffusion + différé 7 jours)

- Nick Wechsler : Kenny Rixton

### Épisode 11:Sur parole
- États-Unis /  Canada : 11 janvier 2017 sur NBC / Global
- Suisse : 25 juin 2017 sur RTS Un
- Belgique :  9 février 2018 sur RTL-TVI

- États-Unis : 6,60 millions de téléspectateurs[26] (première diffusion)
- Canada : 1,223 million de téléspectateurs[27] (première diffusion + différé 7 jours)

### Épisode 12:Demande d'asile
- États-Unis /  Canada : 18 janvier 2017 sur NBC / Global
- Suisse : 26 juin 2017 sur RTS Un
- Belgique :  9 février 2018 sur RTL-TVI

- États-Unis : 7,11 millions de téléspectateurs[28] (première diffusion)
- Canada : 1,047 million de téléspectateurs[29] (première diffusion + différé 7 jours)

### Épisode 13:Abîmées par la vie
- États-Unis /  Canada : 8 février 2017 sur NBC / Global
- Suisse : 2 juillet 2017 sur RTS Un
- Belgique :  16 février 2018 sur RTL-TVI

- États-Unis : 6,27 millions de téléspectateurs[30] (première diffusion)
- Canada : 1,177 million de téléspectateurs[31] (première diffusion + différé 7 jours)

### Épisode 14:Multiples accusations
- États-Unis /  Canada : 15 février 2017 sur NBC / Global
- Suisse : 2 juillet 2017 sur RTS Un
- Belgique :  16 février 2018 sur RTL-TVI

- États-Unis : 6,68 millions de téléspectateurs[32] (première diffusion)
- Canada : 1,272 million de téléspectateurs[33] (première diffusion + différé 7 jours)

### Épisode 15:La vengeance d'un père
- États-Unis /  Canada : 22 février 2017 sur NBC / Global
- Suisse : 9 juillet 2017 sur RTS Un
- Belgique :  2 mars 2018 sur RTL-TVI

- États-Unis : 6,68 millions de téléspectateurs[34] (première diffusion)
- Canada : 1,052 million de téléspectateurs[35] (première diffusion + différé 7 jours)

Photo de Bob Ruzek et de Kenny Rixton 

### Épisode 16:Un deuil impossible
- États-Unis /  Canada : 1er mars 2017 sur NBC / Global
- Suisse : 9 juillet 2017 sur RTS Un
- Belgique :  2 mars 2018 sur RTL-TVI

- États-Unis : 9,59 millions de téléspectateurs[36] (première diffusion)
- Canada : 1,58 million de téléspectateurs[37] (première diffusion + différé 7 jours)

- Jon Seda : Antonio Dawson
- Philip Winchester : Peter Stone

Un terrible incendie a eu lieu dans un entrepôt qui servait de boite de nuit. Il ne s'agit pas d'un accident, mais d'un acte délibéré qui a fait 36 morts et 18 blessés. Le pyromane a, en effet, mis volontairement des plaques en métal sous les portes de sortie de l'entrepôt afin d'empêcher les jeunes victimes de sortir du bâtiment.

### Épisode 17:Quand le passé ressurgit
- États-Unis /  Canada : 22 mars 2017 sur NBC / Global
- Suisse : 16 juillet 2017 sur RTS Un
- Belgique : 9 mars 2018 sur RTL-TVI

- États-Unis : 6,39 millions de téléspectateurs[39] (première diffusion)
- Canada : 1,37 million de téléspectateurs[40] (première diffusion + différé 7 jours)

### Épisode 18:Secret de famille
- États-Unis /  Canada : 29 mars 2017 sur NBC / Global
- Suisse : 16 juillet 2017 sur RTS Un
- Belgique : 9 mars 2018 sur RTL-TVI

- États-Unis : 6,1 millions de téléspectateurs[41] (première diffusion)
- Canada : 1,249 million de téléspectateurs[42] (première diffusion + différé 7 jours)

### Épisode 19:Le sens du devoir
- États-Unis /  Canada : 5 avril 2017 sur NBC / Global
- Suisse : 23 juillet 2017 sur RTS Un
- Belgique :  16 mars 2018 sur RTL-TVI

- États-Unis : 6,52 millions de téléspectateurs[43] (première diffusion)
- Canada : 1,358 million de téléspectateurs[44] (première diffusion + différé 7 jours)

### Épisode 20:En quête de rédemption
- États-Unis /  Canada : 26 avril 2017 sur NBC / Global
- Suisse : 23 juillet 2017 sur RTS Un
- Belgique :  16 mars 2018 sur RTL-TVI

- États-Unis : 6,27 millions de téléspectateurs[45] (première diffusion)
- Canada : 1,127 million de téléspectateurs[46] (première diffusion + différé 7 jours)

### Épisode 21:Nouvelle recrue
- États-Unis /  Canada : 3 mai 2017 sur NBC / Global
- Suisse : 30 juillet 2017 sur RTS Un
- Belgique :  23 mars 2018 sur RTL-TVI

- États-Unis : 6,15 millions de téléspectateurs[47] (première diffusion)
- Canada : 1,167 million de téléspectateurs[48] (première diffusion + différé 7 jours)

- Tracy Spiridakos : Hailey Upton
- Esai Morales : Chef Lugo

### Épisode 22:Meurtres en direct
- États-Unis /  Canada : 10 mai 2017 sur NBC / Global
- Suisse : 30 juillet 2017 sur RTS Un
- Belgique :  23 mars 2018 sur RTL-TVI

- États-Unis : 6,17 millions de téléspectateurs[49] (première diffusion)
- Canada : 1,153 million de téléspectateurs[50] (première diffusion + différé 7 jours)

### Épisode 23:L'Heure du choix
- États-Unis /  Canada : 17 mai 2017 sur NBC / Global
- Suisse : 31 juillet 2017 sur RTS Un
- Belgique :  23 mars 2018 sur RTL-TVI

- États-Unis : 6,5 millions de téléspectateurs[51] (première diffusion)
- Canada : 1,421 million de téléspectateurs[52] (première diffusion + différé 7 jours)

- Cet épisode marque le départ de l'actrice Sophia Bush (Inspecteur Erin Lindsay) qui tenait un des rôles principal de la série.